# El Jardín de Clarilú
El Jardín de Clarilú (O Jardim da Clarilu no Brasil) é uma série de televisão infantil argentina. Foi produzida pelo Metrovision Producciones S.A. e exibida pelo canal Disney Junior entre 1 de abril de 2011 e 12 de dezembro de 2014. A série foi a primeira produção original do canal Disney Junior América Latina.

## Enredo
A série mostra uma garotinha chamada Clarilu que resolve vários mistérios que acontecem em seu jardim, juntamente com seu melhor amigo Lápis, um cão-lápis.
A série segue uma Fórmula Estrita, onde Clarilu recebe uma carta misteriosa no início do episódio, o que a encoraja a encontrar um objeto perdido e descobrir quem enviou a carta.

## Exibição
A série El Jardín de Clarilú foi exibido originalmente na Argentina em 1 de abril de 2011 pelo canal Disney Junior América Latina de segunda a sexta às 19:15 (PM), e terminou no dia 12 de dezembro de 2014.
No Brasil, a série foi exibida em 1 de abril do mesmo ano, no canal Disney Junior Brasil, foi dublado pelo estúdio Álamo.
A série foi disponível na plataforma de streaming Disney+, em 8 de janeiro de 2021 (apenas as duas temporadas).

## Argumento
Em sua turnê, Clarilu e Lápis recebem ajuda de seus amigos: um carteiro aviador e sua libélula gigante, um grupo de borboletas coloridas, uma aranha sábia, patos de lagoa e um bando de músicos viajando na concha de um caracol gigante e colorido.
Durante esse passeio, os espectadores são convidados a interagir com a história participando da busca pelo personagem misterioso, incentivando a implantação do pensamento analítico-sintético que é colocado em prática antes de qualquer situação de solução de problemas. As teclas apresentadas estimulam o aprendizado de letras e palavras de canções, rimas e jogos educativos.
El Jardín de Clarilú estimula as habilidades de pré-leitura e leitura inicial. A dinâmica da história, o cenário e os personagens originais favorecem a aprendizagem implícita, pois, enquanto a atenção da criança está focada na história, ele faz contato e incorpora conceitos de leitura e escrita de uma maneira dinâmica e divertida.
El Jardín de Clarilú incentiva os pequenos espectadores a mostrar suas habilidades na resolução de problemas lógicos e os acompanha no aprendizado inicial da leitura escrita, adicionando ferramentas valiosas ao futuro desenvolvimento escolar deles.

## Elenco original
- Agustina Cabo como Clarilú
- Thomas Lepera como Pipo
- Leandro Zanardi como A
- Andrés Espinel como B
- Sophie Oliver como C

Vozes originais
- Carmen Sarahí como Loli
- Carolina Ayala como Irina
- Moisés Palacios como Cuac
- Luis Daniel Ramírez como Duvet
- Alma Delia Pérez como Griselda
- Arturo Valdemar e Analiz Sánchez como Arco-iris 1 e 2
- Juan Carlos Tinoco como Roco

## Trilha sonora
O álbum El Jardín de Clarilú foi lançada originalmente na Argentina em 2 de agosto de 2011, no formato de CD em acrílico pela gravadora Walt Disney Records.
O álbum contém temas musicais divertidos e cativantes, apresentados ao longo da Clarilu (com Agustina Cabo) e pela banda ABC (com Leandro Zanardi, Andrés Espinel e Sophie Oliver). Este comunicado da Walt Disney Records, inclui 15 temas não publicados que estimulam a imaginação e oferecem lições fundamentais para o desenvolvimento social dos pequenos.
As músicas, enquanto estimulam o aprendizado, recriam alguns dos momentos mais significativos da série.
Em cada episódio de El Jardín de Clarilú, nosso protagonista recebe uma carta misteriosa que apresenta o desconhecido a ser resolvido.  Ele imediatamente lê para o público e começa a busca com seu fiel animal de estimação, seu cão de lápis. Em sua jornada, eles são ajudados pelos vários personagens que vivem no jardim, e os espectadores são convidados a interagir com a história e participar da solução do mistério.
Cheio de música e imaginação, o El Jardín de Clarilú estimula a linguagem através do reconhecimento de letras e da simples leitura de palavras, promovendo valores como amizade e trabalho em equipe. Cada episódio apresenta racontos musicais realizados pela banda Os ABC (com Leandro Zanardi, Andrés Espinel e Sophie Oliver), além de um corte musical temático para encerramento.
Lista de faixas
| N.º            | Título                   | Compositor(es)                                                                             | Artista(s):                                                                      | Duração |  |
| 1.             | "AEIOU"                  | Eduardo Frigerio                                                                           | Agustina Cabo, Leandro Zanardi, Andres Espinel, Sophie Oliver                    | 02:00   |  |
| 2.             | "A Cuidar"               | Eduardo Frigerio                                                                           | Agustina Cabo                                                                    | 01:00   |  |
| 3.             | "¡Yo soy Pipo!"          | Eduardo Frigerio & Jorge Edelstein                                                         | Thomas Lepera, Leandro Zanardi, Andrés Espinel, Sophie Oliver                    | 02:45   |  |
| 4.             | "Queiro una ensalada"    | Eduardo Frigerio, Paula Varela, Florencia Mosso, Victória Suárez Battán & Florencia Ciarlo | Leandro Zanardi, Andrés Espinel, Sophie Oliver, Agustina Cabo e Alma Delia Pérez | 02:30   |  |
| 5.             | "Racconto"               | Eduardo Frigerio, Inés Cuesta, Florencia Mosso e Jorge Edelstein                           | Leandro Zanardi, Andrés Espinel e Sophie Oliver                                  | 01:06   |  |
| 6.             | "Fruti Fruti Frutas"     | Eduardo Frigerio, Paula Varela, Florencia Nosso & Florencia Ciarlo                         | Leandro Zanardi, Andrés Espinel, Sophie Oliver e Juan Carlos Tinoco              | 02:25   |  |
| 7.             | "Primavera en el Jardín" | Eduardo Frigerio, Paula Varela, Florencia Mosso, Jorge Edelstein & Florencia Ciarlo        | Agustina Cabo, Leandro Zanardi,Andrés Espinel e Sophie Oliver                    | 02:15   |  |
| 8.             | "Colores y más Colores"  | Eduardo Frigerio, Inés Cuesta, Florencia Mosso, Jorge Edelstein e Florencia Ciarlo         | Agustina Cabo, Alma Delia Pérez, Leandro Zanardi, Andrés Espinel e Sophie Oliver | 02:08   |  |
| 9.             | "A contar cantando"      | Eduardo Frigerio, Paulo Varela, Florencia Nosso e Florencia Ciarlo                         | Agustina Cabo, Thomas Lepera, Leandro Zanardi, Andrés Espinel e Sophie Oliver    |         |  |
| 10.            | "¿Quién será?"           | Eduardo Frigerio                                                                           | Agustina Cabo                                                                    | 00:22   |  |
| 11.            | "Canción de Griselda"    | Eduardo Frigerio                                                                           | Alma Delia Pérez                                                                 | 00:54   |  |
| 12.            | "Muy Feliz"              | Eduardo Frigerio, Inés Cuesta, Florencia Nosso, Jorge Edelstein e Florencia Ciarlo         | Leandro Zanardi, Andrés Espinel, Sophie Oliver, Thomas Lepera, Carmen Sarahi     | 01:35   |  |
| 13.            | "Cometas"                | Eduardo Frigerio e Jorge Edelstein                                                         | Leandro Zanardi, Andrés Espinel e Sophie Oliver                                  | 01:23   |  |
| 14.            | "Los triángulos suenan"  | Eduardo Frigerio, Paula Varela, Florencia Nosso e Florencia Ciarlo                         | Leandro Zanardi, Andrés Espinel e Sophie Oliver                                  | 02:25   |  |
| 15.            | "Jugando a la escondida" | Eduardo Frigerio, Inés Cuesta, Florencia Mosso e Florencia Ciarlo                          | Leandro Zanardi, Andrés Espinel e Sophie Oliver                                  | 02:00   |  |
| Duração total: | Duração total:           | Duração total:                                                                             | Duração total:                                                                   | 27:49   |  |

### Edição brasileira
A trilha sonora da versão brasileira da série O Jardim da Clarilu foi lançada no mesmo ano pelo Brasil no formato de CD na embalagem Digipack pela gravadora Walt Disney Records Brasil, contém 15 músicas em português adaptados por Félix Ferrá.
Lista de faixas
| N.º            | Título                     | Compositor(es) | Artista(s):                                                                      | Duração |  |
| 1.             | "AEIOU"                    | Eduardo Frigerio (original) Félix Ferrá (adaptação)                                                                           | Agustina Cabo, Leandro Zanardi, Andres Espinel, Sophie Oliver                    | 02:00   |  |
| 2.             | "Vou Cuidar"               | Eduardo Frigerio (original) Félix Ferrá (adaptação)                                                                           | Agustina Cabo                                                                    | 01:00   |  |
| 3.             | "Eu Sou Pipo"              | Eduardo Frigerio & Jorge Edelstein (original) Félix Ferrá (adaptação)                                                         | Thomas Lepera, Leandro Zanardi, Andrés Espinel, Sophie Oliver                    | 02:31   |  |
| 4.             | "Quero uma Salada"         | Eduardo Frigerio, Paula Varela, Florencia Mosso, Victoria Suárez Battán & Florencia Ciarlo (original) Félix Ferrá (adaptação) | Leandro Zanardi, Andrés Espinel, Sophie Oliver, Agustina Cabo e Alma Delia Pérez | 02:28   |  |
| 5.             | "Procurar"                 | Eduardo Frigerio, Inés Cuesta, Florencia Mosso & Jorge Edelstein (original) Félix Ferrá (adaptação)                           | Leandro Zanardi, Andrés Espinel e Sophie Oliver                                  | 00:58   |  |
| 6.             | "Fruti Fruti Frutas"       | Eduardo Frigerio, Paula Varela, Florencia Mosso & Florencia Ciarlo (original) Félix Ferrá (adaptação)                         | Leandro Zanardi, Andrés Espinel, Sophie Oliver e Juan Carlos Tinoco              | 02:23   |  |
| 7.             | "Primavera no Jardim"      | Eduardo Frigerio, Paula Varela, Florencia Mosso, Jorge Edelstein & Florencia Ciarlo (original) Félix Ferrá (adaptação)        | Agustina Cabo, Leandro Zanardi,Andrés Espinel e Sophie Oliver                    | 02:06   |  |
| 8.             | "Cores e Mais Cores"       | Eduardo Frigerio, Inés Cuesta, Florencia Mosso, Jorge Edelstein & Florencia Ciarlo (original) Félix Ferrá (adaptação)         | Agustina Cabo, Alma Delia Pérez, Leandro Zanardi, Andrés Espinel e Sophie Oliver | 02:08   |  |
| 9.             | "Vou Contar Cantando"      | Eduardo Frigerio, Paula Varela, Florencia Mosso e Florencia Ciarlo (original) Félix Ferrá (adaptação)                         | Agustina Cabo, Thomas Lepera, Leandro Zanardi, Andrés Espinel e Sophie Oliver    | 03:01   |  |
| 10.            | "Quem Será?"               | Eduardo Frigerio (original) Félix Ferrá (adaptação)                                                                           | Agustina Cabo                                                                    | 00:24   |  |
| 11.            | "Canção da Griselda"       | Eduardo Frigerio (original) Felix Ferrá (adaptação)                                                                           | Alma Delia Pérez                                                                 | 00:46   |  |
| 12.            | "Muito Feliz"              | Eduardo Frigerio, Inés Cuesta, Florencia Mosso, Jorge Edelstein & Florencia Ciarlo (original) Félix Ferrá (adaptação)         | Leandro Zanardi, Andrés Espinel, Sophie Oliver, Thomas Lepera, Carmen Sarahi     | 01:35   |  |
| 13.            | "Pipas"                    | Eduardo Frigerio & Jorge Edelstein (original) Félix Ferrá (adaptação)                                                         | Leandro Zanardi, Andrés Espinel e Sophie Oliver                                  | 01:23   |  |
| 14.            | "Os triângulos tocam"      | Eduardo Frigerio, Paula Varela, Florencia Mosso & Florencia Ciarlo (original) Félix Ferrá (adaptação)                         | Leandro Zanardi, Andrés Espinel e Sophie Oliver                                  | 02:17   |  |
| 15.            | "Brincar de pique-esconde" | Eduardo Frigerio, Inés Cuesta, Florencia Mosso & Florencia Ciarlo (original) Félix Ferrá (adaptação)                          | Leandro Zanardi, Andrés Espinel e Sophie Oliver                                  | 01:43   |  |
| Duração total: | Duração total:             | Duração total: | Duração total:                                                                   | 26:47   |  |

### El Jardín de Clarilú 2
El Jardín de Clarilú 2 foi a segunda e última trilha sonora da série, foi lançada em 23 de novembro de 2012 no formato de CD pela Walt Disney Records na Argentina, incluindo o jogo de letras (dentro do encarte do CD).
Lista de faixas
| N.º            | Título                    | Compositor(es)                                                                     | Artista(s): | Duração |  |
| 1.             | "Canción de los Amigos"   | Eduardo Frigerio, Federico San Millan, Florencia Mosso e Paula Varela              | Carolina Ayala, Moisés Palacios, Leonardo Zanardi, Andrés Espinel, Sophie Oliver, Thomas Lepera, Juan Carlos Tinoco, Luis Daniel Ramirez e Agustina Cabo | 02:22   |  |
| 2.             | "Plop, una Burbuja"       | Eduardo Frigerio, Florencia Ciarlo, Paula Varela, Jorge Edelstein, Florencia Mosso | Leandro Zanardi, Andrés Espinel, Sophie Oliver e Agustina Cabo                                                                                           | 03:03   |  |
| 3.             | "Cachatta Cha Cha"        | Eduardo Frigerio, Florencia Ciarlo, Paula Varela e Inés Cuesta                     | Leandro Zanardi, Andrés Espinel, Sophie Oliver e Agustina Cabo                                                                                           | 02:05   |  |
| 4.             | "Somos Los ABC"           | Eduardo Frigerio, Federico San Millan, Florencia Mosso e Jorge Edelstein           | Leandro Zanardi, Andrés Espinel e Sophie Oliver | 03:11   |  |
| 5.             | "Me Gusta Viajar"         | Eduardo Frigerio e Federico San Millan                                             | Leandro Zanardi, Andrés Espinel, Sophie Oliver, Carolina Ayala, Moisés Palacios e Luis Daniel Ramirez                                                    | 02:59   |  |
| 6.             | "Todo es Diversión"       | Eduardo Frigerio, Florencia Ciarlo e Jorge Edelstein                               | Leandro Zanardi, Andres Espinel, Sophie Oliver e Agustina Cabo                                                                                           | 01:57   |  |
| 7.             | "Al Tobogán"              | Eduardo Frigerio, Florencia Ciarlo, Jorge Edelstein e Florencia Mosso              | Leandro Zanardi, Andrés Espinel, Sophie Oliver e Agustina Cabo                                                                                           | 02:33   |  |
| 8.             | "A Mover el Cuerpo"       | Eduardo Frigerio, Federico San Millan e Florencia Mosso                            | Leandro Zanardi, Andrés Espinel, Sophie Oliver e Thomas Lepera                                                                                           | 02:14   |  |
| 9.             | "Perder o Ganar"          | Eduardo Frigerio, Florencia Ciarlo, Florencia Mosso e Victoria Suarez Battan       | Moisés Palacios, Leandro Zanardi, Andrés Espinel, Sophie Oliver e Luis Daniel Ramirez                                                                    | 02:08   |  |
| 10.            | "Uy, Qué Me Pongo"        | Eduardo Frigerio e Florencia Ciarlo                                                | Leandro Zanardi, Andrés Espinel e Sophie Oliver | 02:05   |  |
| 11.            | "Pensar, Pensar"          | Eduardo Frigerio, Frederico San Millan e Florencia Mosso                           | Leandro Zanardi, Andrés Espinel, Sophie Oliver e Agustina Cabo                                                                                           | 02:54   |  |
| 12.            | "Oh, Cuánto Amor"         | Eduardo Frigerio, Florencia Ciarlo, Paula Varela e Florencia Mosso                 | Leandro Zanardi, Andrés Espinel, Sophie Oliver, Thomas Lepera e Luis Daniel Ramirez                                                                      | 02:31   |  |
| 13.            | "Murciélago Despertador"  | Eduardo Frigerio, Florencia Ciarlo, Inés Cuesta e Florencia Mosso                  | Leandro Zanardi, Andrés Espinel, Sophie Oliver e Agustina Cabo                                                                                           | 02:28   |  |
| 14.            | "Para Dormir, Para Soñar" | Eduardo Frigerio, Florencia Ciarlo e Inés Cuesta                                   | Leandro Zanardi, Andrés Espinel, Sophie Oliver e Agustina Cabo                                                                                           | 02:15   |  |
| Duração total: | Duração total:            | Duração total:                                                                     | Duração total: | 34:47   |  |